# Feld-Ehrenpreis
Der Feld-Ehrenpreis (Veronica arvensis), genannt auch Vogelkraut, ist eine Pflanzenart in der Familie der Wegerichgewächse (Plantaginaceae). 

## Beschreibung

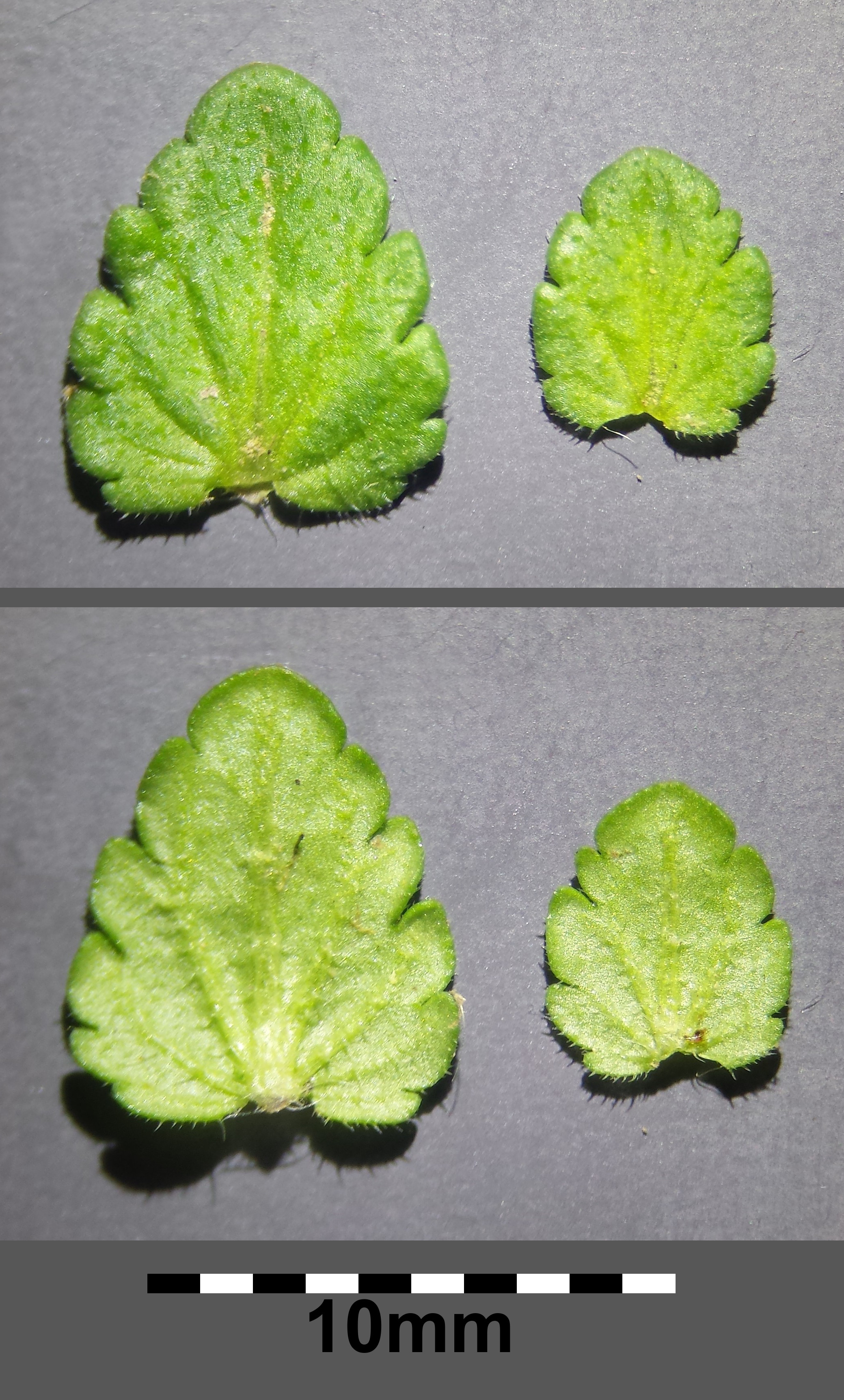
Breit-eiförmige, am Grund gestutzte und am Rand gekerbte Laubblätter

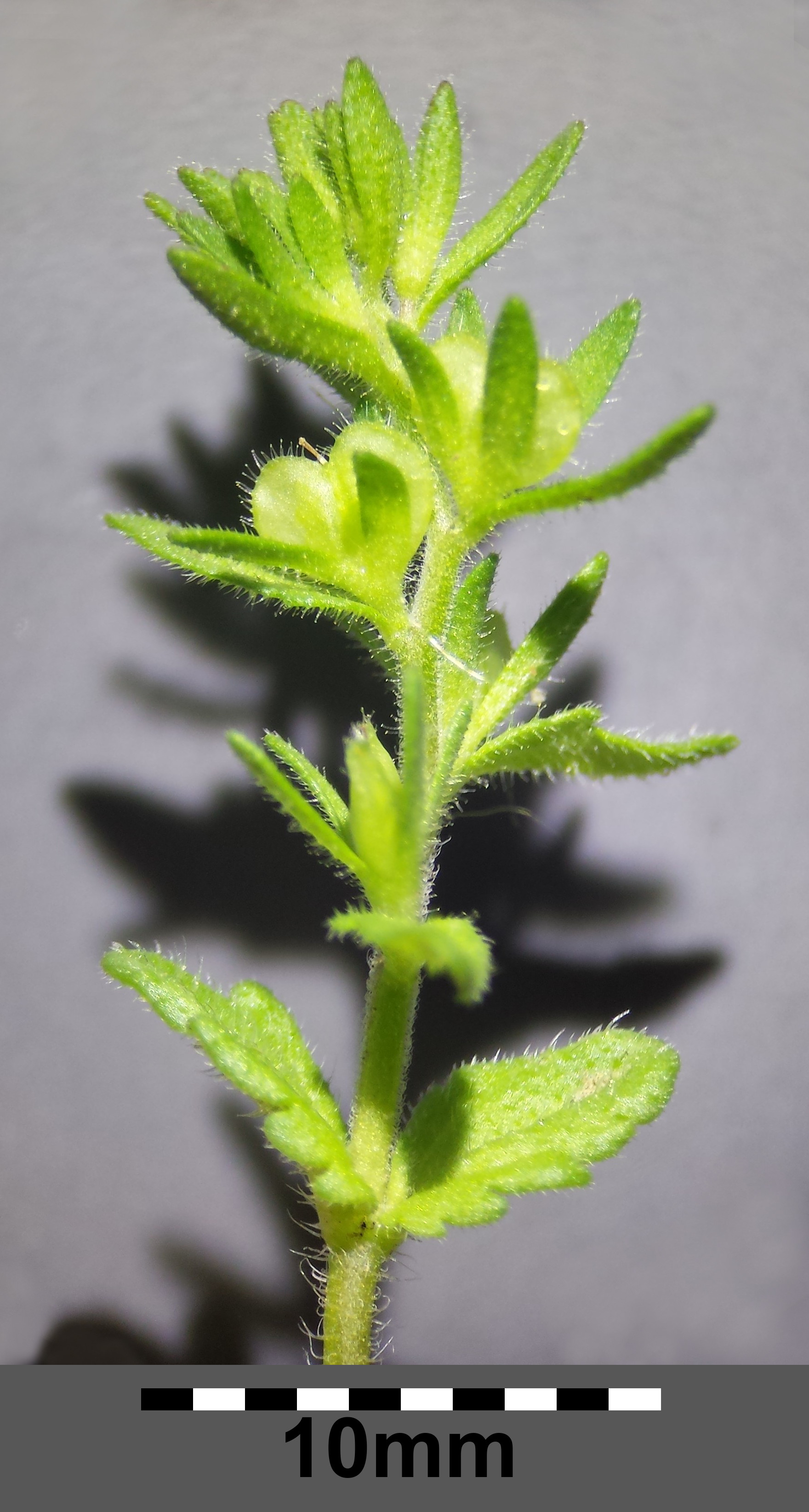
Fruchtstand

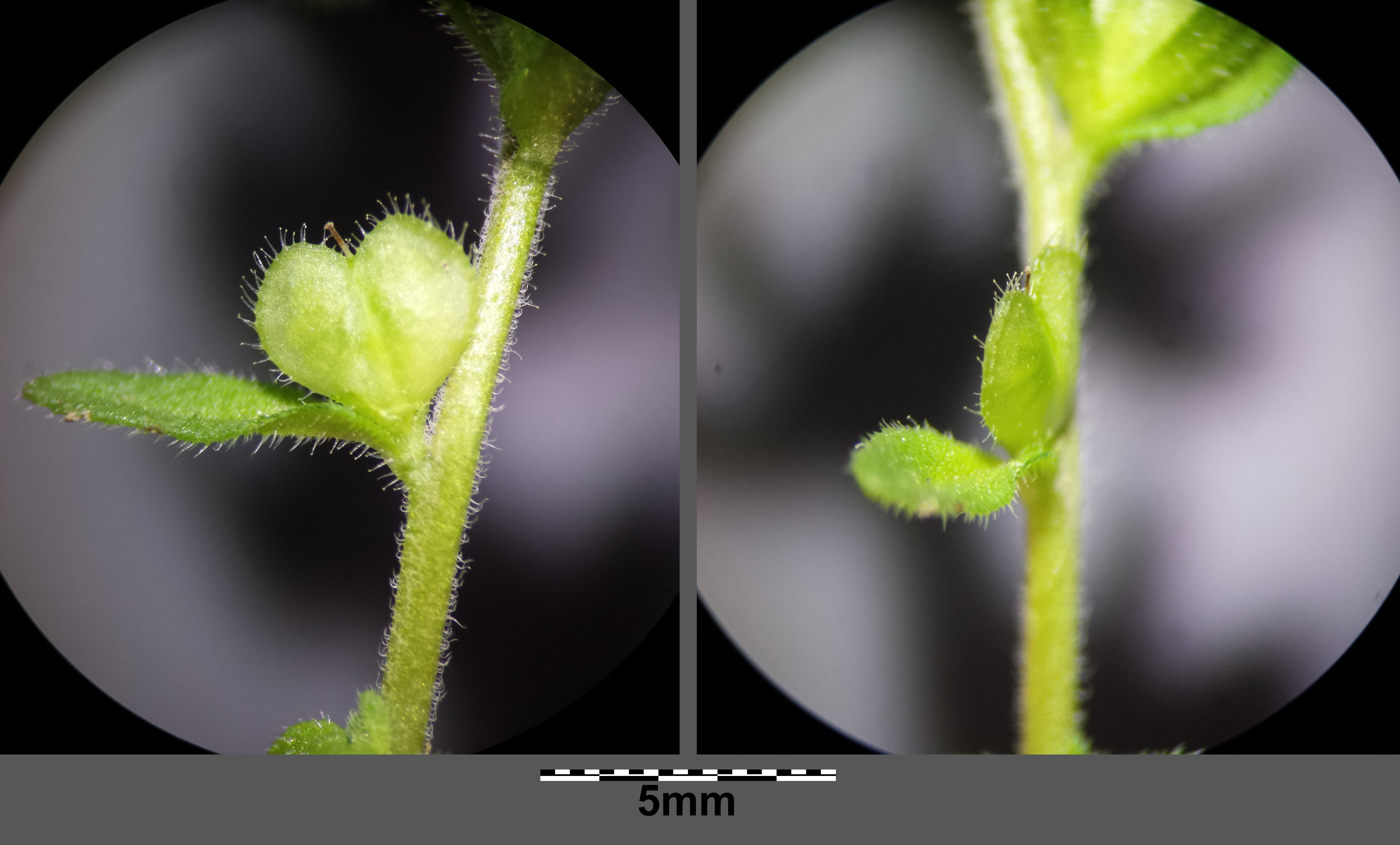
Drüsig bewimperte, fast sitzende Frucht (Kelchblätter entfernt)

Der Feld-Ehrenpreis ist eine aufrechte, einjährig überwinternde, krautige Pflanze, die Wuchshöhen von 3  bis 25 cm erreicht. Die hellgrüne Pflanze weist einen kriechenden Wuchs auf, die Stängel sind jedoch nicht wurzelnd. Der Stängel besitzt kurze, krause Haare mit wenigen dazwischen liegenden langen Haaren. Die gegenständigen Laubblätter sind eiförmig, deutlich länger als breit, 5 bis 15 mm lang und werden nach oben allmählich kleiner. Der Blattrand ist flach gekerbt.
Die Blüten sitzen einzeln in Blattachseln. Die Blütenstiele sind weniger als halb so lang wie der Kelch. Ihre hellblauen Kronblätter sind nur vormittags geöffnet. Die Griffel sind etwa 0,4 bis 0,8 mm lang. Die Kapselfrucht ist tief spitz-ausgerandet.
Die Chromosomenzahl der Art ist 2n = 14 oder 16.

## Ökologie
Der Feld-Ehrenpreis ist eine einjährige, sommerannuelle Pflanze und in Deutschland ein Archäophyt.
Bestäuber der Blüten sind Bienenverwandte. Die Blütezeit erstreckt sich von März bis Juli.
Der Fruchtstand ist nach der Blüte verlängert. Die Fruchtklappen sind bei Nässe flach ausgebreitet. Die Kapselfrucht ist ein Regentropfenballist. Die schildförmigen Samen sind bis 1 mm lang und 50–80 mg schwer; sie breiten sich als Regenschwemmlinge aus, daneben erfolgt eine Zufallsausbreitung über den Darm von Rindern. 
Der Feld-Ehrenpreis ist als Bodendecker bei Frühjahrstrockenheit gegen Bodenaustrocknung von Bedeutung.

## Vorkommen
Der Feld-Ehrenpreis kommt in ganz Deutschland auf sandigen, lehmigen Äckern, an Ruderalstellen, auf Rasen und trockenen Wiesen und an Waldrändern vor. Er ist in Mitteleuropa eine schwache Sedo-Scleranthetea-Klassencharakterart, kommt aber auch in lückigen Festuco-Brometea- oder Arrhenatheretalia-Gesellschaften vor.
In den Allgäuer Alpen steigt er an der Hütte der Vorderen Traufbergalpe bei Spielmannsau in Bayern bis zu 1720 m Meereshöhe auf.